# 波倫茨河
50°56′35″N 14°08′06″E / 50.943148°N 14.135120°E

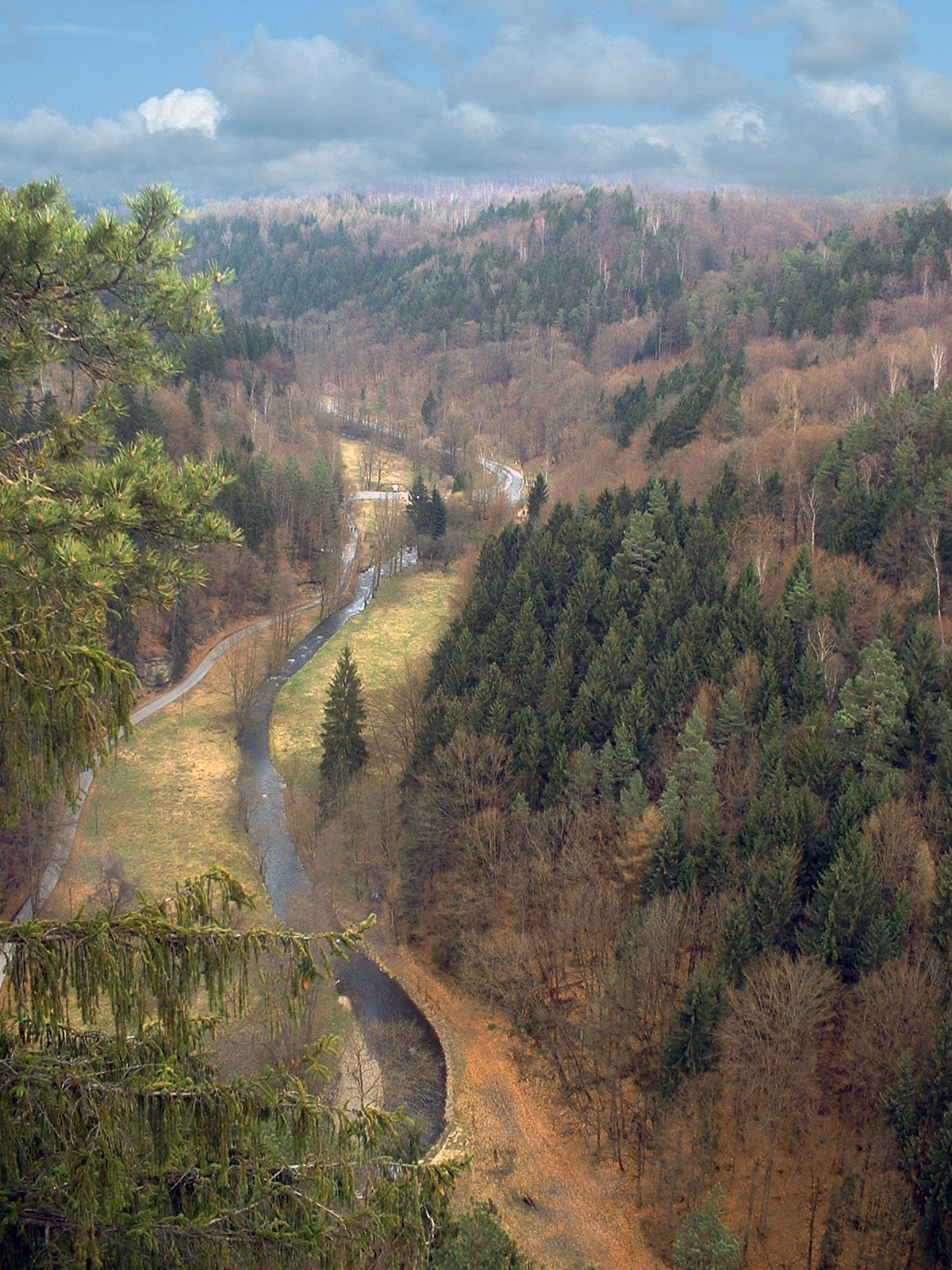

波倫茨河是德國的河流，位於該國東部薩克森州，流經易北河砂岩山脈，與塞布尼茨河匯流成為拉赫巴赫河，河道全長31公里，流域面積104平方公里。